# Shōtō (Shibuya)
Pour les articles homonymes, voir Shōtō.

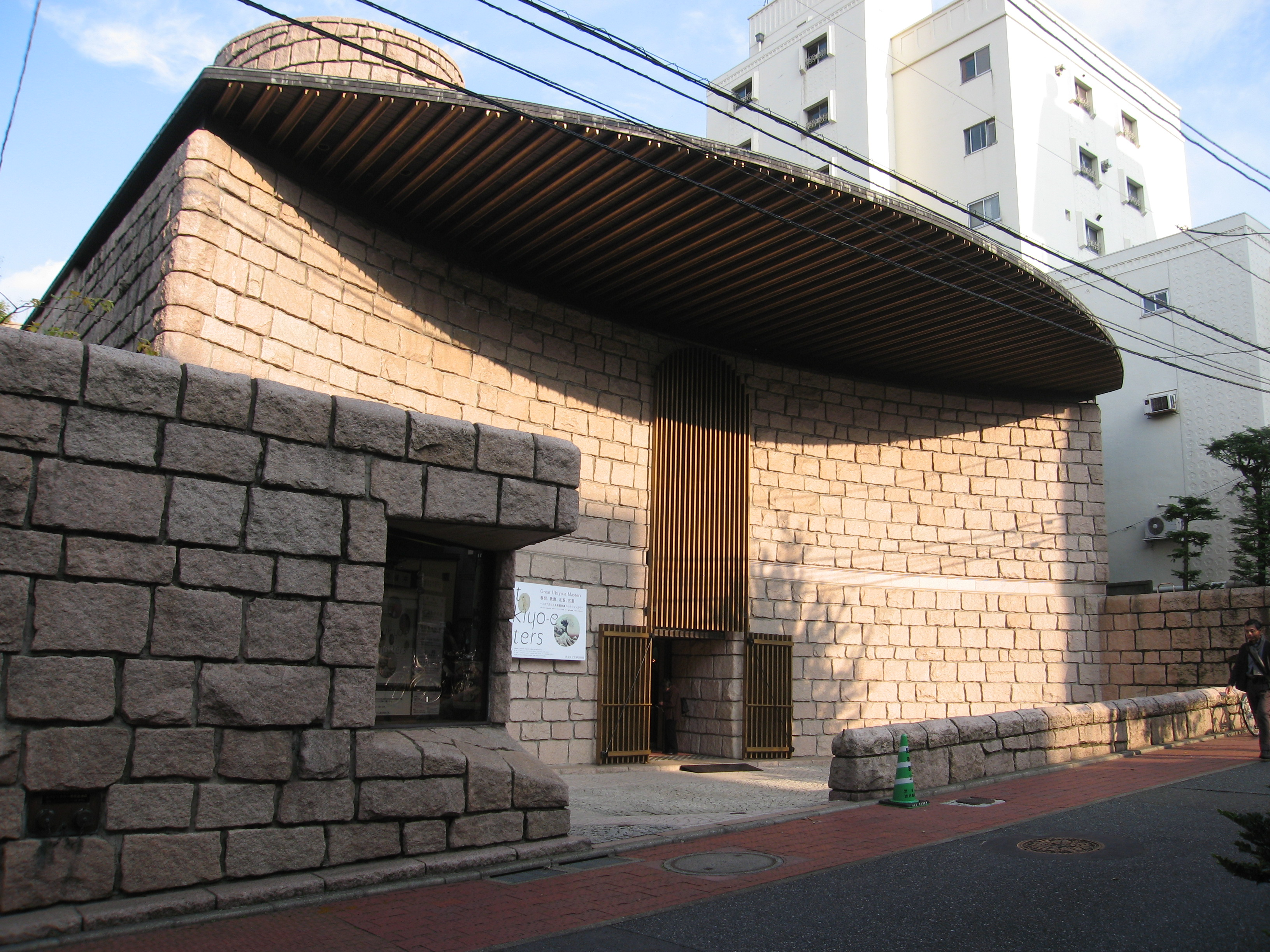
Musée des arts de Shōtō

Shōtō (松濤?) est un quartier résidentiel de l'arrondissement de Shibuya à Tokyo.
Situé sur la partie sud-ouest de Shibuya, ce quartier borde ceux de Kamiyamachō au nord, Udagawachō à l'est, Dogenzaka au sud-est, Shinsenchō et Maruyamachō au sud, et Komaba à l'est.
Le quartier doit son nom « Shōtō » à une ancienne plantation de thé qui portait le nom de « jardin de Shōtō » au XIXe siècle. Cette plantation de thé a disparu en 1928 avec l'extension de l'urbanisation de la capitale et l'arrivée des transports publics. 
Parmi les musées situés dans ce quartier se trouvent le Musée des arts de Shōtō, le Musée d'art Toguri et le Bunkamura.
L'ambassade de la république de Djibouti est située dans le quartier Shōtō.

## Source de la traduction
- (en) Cet article est partiellement ou en totalité issu de l’article de Wikipédia en anglais intitulé « Shōtō, Shibuya » (voir la liste des auteurs).